# Фомін Віктор Васильович
Віктор Васильович Фомін (18 грудня 1948 — 9 лютого 2009) — український флотоводець. Віцеадмірал. Начальник Головного штабу — перший заступник Головнокомандувача Військово-Морських Сил України (1999—2003).

## Життєпис
Народився 18 грудня 1948 року в селі Панін, Воронізька область, РФ. У 1971 році закінчив Чорноморське вище військово — морське училище ім. П. С. Нахімова
Командир батареї бойової частини великого ракетного корабля «Невловимий», командир корабля, начальник штабу бригади ракетних кораблів, командир бригади ракетних кораблів, начальник штабу — заступник командира 5-й Середземноморської оперативної ескадри кораблів Чорноморського флоту.
З 1993 року у Військово-Морських Силах України.
З 21.08.1993 по 20.08.1999 року — заступник начальника штабу ВМС України, начальник оперативного управління Головного штабу ВМС України.
З 20.08.1999 по 2003 рік — начальник Головного штабу — перший заступник Головнокомандувача Військово-Морських Сил України.
З 2003 року у відставці.
9 лютого 2009 року помер.

## Нагороди та відзнаки
- «За заслуги перед ВМС України».
- Почесна грамота Президії Верховної Ради Автономної Республіки Крим[4].